# Giulia Gorlero
Giulia Gorlero, född 26 september 1990 i Imperia, är en italiensk vattenpolomålvakt som spelar för Rari Nantes Imperia. Hon ingick i Italiens damlandslag i vattenpolo vid olympiska sommarspelen 2012.
Gorlero spelade två matcher i den olympiska vattenpoloturneringen 2012 i London där Italien kom på sjunde plats. Hon spelade även i det italienska landslag som tog silvret vid den olympiska vattenpoloturneringen i Rio de Janeiro 2016.
Gorlero tog EM-guld år 2012 i Eindhoven och ingick i laget som kom på fjärde plats i VM 2011 i Shanghai.